# Quận Wright, Missouri
Quận Wright (tiếng Anh: Wright County) là một quận trong nam trung bộ tiểu bang Missouri, Hoa Kỳ. Quận lỵ đóng ở thành phố Hartville. Theo kết quả điều tra dân số năm 2000 của Cục điều tra dân số Hoa Kỳ, quận có dân số 17.955 người.
Quận này được chính thức tổ chức vào ngày 29 tháng 1 năm 1841, và được đặt tên theo Silas Wright (D-New York), một cựu dân biểu, Thượng nghị sĩ và Thống đốc New York.

## Thông tin nhân khẩu
Theo điều tra dân số 2 năm 2000, đã có 17.955 người, 7.081 hộ, và 5.020 gia đình sống trong quận. Mật độ dân số là 26 người cho mỗi dặm vuông (10/km ²). Có 7.957 đơn vị nhà ở với mật độ trung bình là 12 cho mỗi dặm vuông (4/km ²). Các dân tộc sinh sống ở quận gồm 97,61% người da trắng, 0,28% da đen hay Mỹ gốc Phi, 0,66% người Mỹ bản xứ, 0,14% người châu Á, 0,01% người đảo Thái Bình Dương, 0,27% từ các chủng tộc khác, và 1,04% từ hai hoặc nhiều chủng tộc. Khoảng 0,77% dân số là người Hispanic hay Latino thuộc chủng tộc nào.
Có 7.081 hộ, trong đó 33,10% có trẻ em dưới 18 tuổi sống chung với họ, 58,50% là các cặp vợ chồng sống với nhau, 8,80% có chủ hộ là nữ không có mặt chồng, và 29,10% là không lập gia đình. 26,30% của tất cả các hộ gia đình đã được tạo thành từ các cá nhân và 13,30% có người sống một mình 65 tuổi trở lên đã được người. Bình quân mỗi hộ là 2,50 và cỡ gia đình trung bình là 3,01.
Trong quận có độ tuổi dân cư như sau 27,20% ở độ tuổi dưới 18, 8,20% 18-24, 25,30% 25-44, 22,80% 45-64, và 16,50% 65 tuổi trở lên. Tuổi trung bình là 38 năm. Cứ mỗi 100 nữ có 94,30 nam giới. Cứ mỗi 100 nữ 18 tuổi trở lên, đã có 90,60 nam giới.
Thu nhập trung bình cho một hộ gia đình trong quận đã được $ 30.685, và thu nhập trung bình cho một gia đình là 37.139 $. Nam giới có thu nhập trung bình 24.876 Mỹ kim so với 17.608 USD cho phái nữ. Thu nhập trên đầu cho các quận được 16.319 đô la Mỹ. Giới 17,30% gia đình và 21,70% dân số sống dưới mức nghèo khổ, trong đó có 29,10% những người dưới 18 tuổi và 17,60% có độ tuổi từ 65 trở lên.

## Thành phố và thị trấn
| - Graff - Grovespring - Hartville | - Macomb - Manes - Mansfield | - Mountain Grove - Norwood |